# Железняков (тральщик)
«Железняков» — морской тральщик проекта 12660 «Рубин», по классификации НАТО — Gorya-class minesweeper. Бортовой номер 901. Приписан к Новороссийской военно-морской базе Черноморского флота ВМФ России. Назван в честь Анатолия Григорьевича Железнякова, более известного как «Матрос Железняк».

## Строительство
Заложен 28 февраля 1985 года по проекту 12660 на Средне-Невском судостроительном заводе в Ленинграде (заводской № 561). Спущен на воду 17 июля 1986 года, проходил испытания в Таллине в 1987 году.

## Служба
Вступил в строй 30 декабря 1988 года и вошел в состав Черноморского флота ВМФ СССР.
В 1996 году принял участие в международных военно-морских учениях «Си Бриз».
В 2001, 2002, 2010 и 2011 годах принимал участие в международных маневрах «Блэксифор» (англ. Blackseafor).
Выполнил задачи патрулирования в Чёрном море в рамках международной операции «Черноморская гармония».
Тральщик включён в состав 170-го дивизиона тральщиков 184-й бригады кораблей охраны водного района Новороссийской военно-морской базы Черноморского флота. На май 2016 года — проходил капитальный ремонт с модернизацией на 13-м судоремонтном заводе в Севастополе.

## Командиры корабля
- 1988—1993 капитан 3-го ранга Малаев Н. А.
- 1993—1994 капитан 3-го ранга Андрусенко Г. В.
- 1994—1996 капитан 3-го ранга Хамзов Э. В.
- 1996—1998 капитан 3 ранга Падалко С. В.
- 1998—2004 капитан 3-го ранга Вьюрков А. В.
- 2004—2011 капитан 3 ранга Бобриков В. В.
- 2011—2012 капитан 3-го ранга Овчаренко В. В.
- 2014—03.2019 капитан 3-го ранга Пузев А. В.
- 04.2019—н.в. капитан 3-го ранга Самарский А. А.

## Помощники командира корабля
- 1988—1990 капитан-лейтенант Румянцев
- 1990—1993 капитан-лейтенант Мамонов С.
- 1993—1995 капитан-лейтенант Мельник М. Л.
- 1995—1999 капитан-лейтенант Михайлов О. И.
- 1999—2000 капитан-лейтенант Погосян Я. К. (?)
- 2000—2004 старший лейтенант Бобриков В. А.
- 2004—2006 капитан-лейтенант Мажник С. Л.
- 2006—2011 капитан-лейтенант Овчаренко В. В.
- 2011—2015 старший лейтенант Дружин А. В.
- 2017—2019 капитан-лейтенант Самарский А. А.
- 2019—2020 капитан-лейтенант Смирнов М. В.
- 2020—2021 капитан-лейтенант Злобин Д. Д.
- 2021—2022 старший лейтенант Симоненко А. Г.
- 2022—н.в старший лейтенант Колесников А. Н.